# 1955 en sport
Cet article présente les faits marquants de l'année 1955 en sport.

## Automobile
- 11 - 12 juin, 24 heures du Mans : Jaguar gagne les 24H avec les pilotes Mike Hawthorn et Ivan Bueb. Un terrible accident endeuille la course. La Mercedes du Français Pierre Levegh quitte la piste et se désintègre en pleine tribune ; 82 morts sont à déplorer.
- 22 mai : au volant de sa Ferrari 625, Maurice Trintignant remporte le Grand Prix de Monaco devant Eugenio Castellotti et Jean Behra, et devient le premier pilote français de l'histoire de la Formule 1 à gagner un Grand Prix de Formule 1.
- 16 juillet : à l'issue du Grand Prix de Grande-Bretagne, disputé sur le circuit d'Aintree, qu'il termine à la deuxième place derrière Stirling Moss, Juan Manuel Fangio remporte son troisième titre de champion du monde de Formule 1 au volant d'une Mercedes-Benz.

- Le norvégien Per Malling remporte le Rallye automobile Monte-Carlo sur une Sunbeam.
- Tim Flock remporte le championnat de la série NASCAR avec un montant total de 33,750 $ (USD).

## Bandy
- Création de la Fédération internationale de bandy.

## Baseball
- Les Brooklyn Dodgers remportent les World Series face aux New York Yankees.
- Finale du championnat de France : Paris UC vainqueur.

## Basket-ball
- Les Syracuse Nationals sont champion NBA en battant en finales les Fort Wayne Pistons 4 manches à 3.
- ASVEL Lyon-Villeurbanne est champion de France chez les hommes tandis que le Stade de l'Est l'emporte chez les féminines.

## Boxe
- Le boxeur américain Rocky Marciano conserve son titre de champion du monde des poids lourds en battant :
  - le 16 mai, Don Cockell par arrêt de l'arbitre au 9e round à San Francisco ;
  - le 21 septembre, Archie Moore par K.O. au 9e round à New York.

## Cyclisme
- Le Français Jean Forestier s’impose sur le Paris-Roubaix.
- 7 juillet - 30 juillet, Tour de France : le Français Louison Bobet s’impose devant le Belge Jean Brankart et le Luxembourgeois Charly Gaul.
- 28 août : le Belge Stan Ockers s’impose sur le Championnat du monde sur route de course en ligne.
- Le Belge Stan Ockers remporte le classement annuel par points (Challenge Desgranges-Colombo).

## Football
- 29 mai : le Lille OSC remporte la Coupe de France face au Girondins de Bordeaux, 5-2.
  - Article détaillé : 1955 en football

## Football américain
- 26 décembre : Cleveland Browns champion de la National Football League. Article détaillé : Saison NFL 1955.

## Hockey sur glace
- Les Red Wings de Détroit remportent la Coupe Stanley 1955.
- Coupe Magnus : Chamonix est sacré champion de France.
- Le Canada remporte le championnat du monde.
- HC Arosa est sacré champion de Suisse.

## Jeux méditerranéens
- La deuxième édition des Jeux méditerranéens se tient du 15 au 25 juillet à Barcelone (Espagne).

## Rugby à XIII
- 8 mai : à Carpentras, Avignon remporte la Coupe de France face à Marseille 18-10.
- 15 mai : à Toulouse, Lyon remporte le Championnat de France face à Carcassonne 7-6.

## Rugby à XV
- La France et le Pays de Galles remportent le Tournoi des Cinq Nations.
- L'USA Perpignan est champion de France.

## Naissances
- 14 janvier :
  - Dominique Rocheteau, footballeur français, champion d'Europe en 1984.
  - Terry Albritton, athlète américain, spécialiste du lancer du poids.
- 24 janvier : Jim Montgomery, nageur américain, triple champion olympique aux Jeux de Montréal en 1976, 7 titres de champion du monde entre 1973 et 1978.
- 2 février : Jürg Röthlisberger, judoka suisse.
- 10 février : Greg Norman, golfeur australien.
- 14 février : Olga Soukharnova, basketteuse russe.
- 16 février : Pierre Durand, cavalier français.
- 24 février : Alain Prost, pilote automobile.
- 18 mars : Philippe Boisse, escrimeur français.
- 22 mars : Éric Beugnot, basketteur français.
- 23 mars : Moses Malone, joueur de basket-ball américain.
- 27 mars : Christian Sarron, pilote moto français.
- 3 avril : Safet Sušić, footballeur yougoslave (Bosnien).
- 11 avril : Micheal Ray Richardson, joueur de basket-ball américain.
- 12 mai : Natalya Akhrimenko, athlète soviétique, spécialiste du lancer du poids.
- 1er juin : Mitsugu Chiyonofuji (千代の富士貢), lutteur de sumo japonais, qui fut le 58e Yokozuna de l'histoire de ce sport.
- 21 juin : Michel Platini, footballeur français, champion d'Europe en 1984.
- 23 juin : Jean Tigana, footballeur français, champion d'Europe en 1984.
- 3 juillet : Irina Moïsseïeva, patineuse artistique soviétique, qui concourait avec Andrei Minenkov, médaille d'argent en danse sur glace aux Jeux de Montréal en 1976, et médaille de bronze aux Jeux de Lake Placid en 1980.
- 11 juillet : Titouan Lamazou, skipper (voile) français
- 5 août : John Whitaker, cavalier britannique.
- 31 août : Edwin Moses, athlète américain.
- 6 octobre : Tony Dungy, joueur américain de football U.S, devenu entraîneur, le premier afro-américain à remporter le Super Bowl en tant qu'entraîneur.
- 8 octobre : Bill Elliott, pilote automobile américain de NASCAR.
- 9 octobre : Steve Ovett, athlète britannique.
- 13 octobre : Krzysztof Surlit, footballeur polonais. († 23 septembre 2007).
- 10 novembre : Bruno Peyron, skipper (voile) français.
- 24 novembre : Ian Botham, joueur de cricket anglais.
- 3 décembre : Alberto Tarantini, footballeur argentin.

## Décès
- 22 janvier : Jonni Myyrä, athlète finlandais, champion olympique du lancer du javelot aux Jeux d'Anvers (1920) et de Paris (1924) (° 13 juillet 1892).
- 19 mars : Édouard Filliol, joueur professionnel suisse de hockey sur glace (° 16 décembre 1895).
- 19 mai : Oda Mahaut escrimeuse (fleuret) franco-danoise (° 16 octobre 1887)
- 30 mai : Bill Vukovich, pilote automobile américain, double vainqueur des 500 miles d'Indianapolis. (° 13 décembre 1918).
- 23 septembre :  Martha Norelius, nageuse américaine (° 20 janvier 1910).
- 3 décembre : Maurice Archambaud, 49 ans, coureur cycliste français (° 30 août 1906).